# Amicale Football Club
El Digicel Amicale Football Club fue un club de fútbol de la ciudad de Port Vila, Vanuatu. Jugó por última vez en la Primera División de Vanuatu, la mayor competición regional a nivel de clubes del país. En esta liga obtuvo seis títulos, en 2010, 2011, 2012, 2013, 2014 y 2015 cortando así con la hegemonía del Tafea que había dominado la liga de Vanuatu desde 1994. 
Fue dos veces subcampeón de la Liga de Campeones de la OFC. En ambas ocasiones, en las ediciones de 2010-11 y 2014, cayó ante el Auckland City de Nueva Zelanda en la final.

## Palmarés
- Primera División de Vanuatu (4): 2010, 2011,[2] 2012 y 2015.
- Liga de Fútbol de Port Vila (6): 2009-10, 2010-11, 2011-12, 2012-13, 2013-14 y 2014-15.
- Port Vila Shield (1): 2015.